# Alcalde de Belén
La alcaldía de Belén es un cargo político y de elección popular. 
Corresponde a la autoridad administrativa y política del cantón de Belén, el cual pertenece a la provincia de Heredia. 
La figura ejerce como un administrador general y representante jurídico, según el régimen municipal de la República de Costa Rica.
El cargo existe oficialmente desde 1998, cuando se le realizó la reforma al Código Municipal (Ley Nº 7794).

## Lista de titulares
| Titular (Nacimiento–Muerte)       | Titular (Nacimiento–Muerte)            | Periodo en el cargo (Inicio-Finalización) | Periodo en el cargo (Inicio-Finalización) | Afiliación Política               |
| Alcaldes de Belén (1998-presente) | Alcaldes de Belén (1998-presente)      | Alcaldes de Belén (1998-presente)         | Alcaldes de Belén (1998-presente)         | Alcaldes de Belén (1998-presente) |
| --------------------------------- | -------------------------------------- | ----------------------------------------- | ----------------------------------------- | --------------------------------- |
|                                   | William Alvarado Bogantes (1962-)      | 1998                                      | 2 de febrero de 2003                      | Unidad Social Cristiana (PUSC)    |
|                                   | Víctor Manuel Víquez Bolaños (1952-)   | 3 de febrero de 2003                      | 4 de febrero de 2007                      | Liberación Nacional (PLN)         |
|                                   | Horacio Alvarado Bogantes (1960-)      | 3 de febrero de 2007                      | 30 de abril de 2022                       | Unidad Social Cristiana (PUSC)    |
|                                   | Thais María Zumbado Ramírez (1960-)    | 1 de mayo de 2022                         | 8 de mayo de 2024                         | Unidad Social Cristiana (PUSC)    |
|                                   | Zeneida María Chaves Fernández (1971-) | 1 de mayo de 2024                         | En ejercicio                              | Unidad Social Cristiana (PUSC)    |